# Gare d'Uji (Keihan)
Pour les articles homonymes, voir Gare d'Uji.
La gare d'Uji (宇治駅, Uji-eki) est une gare ferroviaire terminus localisée dans la ville d'Uji dans la préfecture de Kyoto. La gare est exploitée par la compagnie Keihan.

## Situation ferroviaire
La gare marque la fin de la ligne Uji.

## Histoire
La gare a été inaugurée le 1er juin 1913. Le bâtiment voyageurs actuel a été conçu par l'architecte Hiroyuki Wakabayashi et date de 1995.

## Service des voyageurs

### Accueil
La gare dispose d'un bâtiment voyageurs ouvert tous les jours, avec des guichets et des automates pour l'achat de titres de transport.

### Desserte
La gare d'Uji dispose de deux voies encadrant un quai central.
- voies 1 et 2 : direction Chūshojima